# Yew Tee
Yew Tee – stacja naziemna Mass Rapid Transit (MRT) na North South Line w Singapurze. Stacja znajduje się w północnej części Choa Chu Kang New Town, w północno-zachodniej części Singapuru. Stacja służy głównie okolicznym osiedlom mieszkaniowym Choa Chu Kang 5 - 7. Stacja jest również wykorzystywana przez pracowników z Sungei Kadut Industrial Estate.